# Immunopharmacology and Immunotoxicology
Immunopharmacology and Immunotoxicology, abgekürzt Immunopharmacol. Immunotoxicol., ist eine wissenschaftliche Zeitschrift, die vom Taylor & Francis-Verlag veröffentlicht wird. Die Zeitschrift wurde im Jahr 1978 gegründet. Derzeit erscheint sie alle zwei Monate. Es werden Artikel veröffentlicht, die sich mit der Entwicklung von Arzneimitteln beschäftigen, die das Immunsystem beeinflussen, oder Fragen der Immuntoxikologie bearbeiten.
Der Impact Factor lag im Jahr 2018 bei 2,086. Nach der Statistik des ISI Web of Knowledge wird das Journal mit diesem Impact Factor in der Kategorie Immunologie an 133. Stelle von 148 Zeitschriften, in der Kategorie Pharmakologie und Pharmazie an 204. Stelle von 254 Zeitschriften und in der Kategorie Toxikologie an 73. Stelle von 87 Zeitschriften geführt.
Chefherausgeber ist Anders Elm Pedersen, Universität Kopenhagen, Dänemark.